# Nematus melanocephalus
Nematus melanocephalus är en stekelart som beskrevs av Hartig 1837. Nematus melanocephalus ingår i släktet Nematus, och familjen bladsteklar. Arten är reproducerande i Sverige.